# Yader Balladares
Yader Javier Balladares Martínez (Granada, 22 de enero de 1987) es un exfutbolista nicaragüense naturalizado costarricense. Se retiró del fútbol a consecuencia de la crisis originada por la pandemia del COVID-19.También es dueño del equipo San Migoool en San Miguel de Desamparados. 

## Trayectoria

### Selección nacional
- En 2008 participó de la selección Sub-23 de Costa Rica en el proceso preolímpico de 2008 disputado en Guatemala. Fue una triangular con la selección local, Nicaragua y Costa Rica.

- En 2012, fue convocado preliminarmente a la Selección de Nicaragua para disputar la Copa Centroamericana del 2013, realizada en Costa Rica. Sin embargo, a los 4 días de convocado se marchó por problemas familiares.

## Carrera
| Club                | País       | Año       |
| ------------------- | ---------- | --------- |
| Deportivo Saprissa  | Costa Rica | 2005-2007 |
| UCR Fútbol Club     | Costa Rica | 2008-2009 |
| Deportivo Saprissa  | Costa Rica | 2009-2010 |
| Jacó Rays F.C       | Costa Rica | 2011      |
| C.S Cartaginés      | Costa Rica | 2012      |
| A.D. Barrio México  | Costa Rica | 2012      |
| Real Estelí F.C     | Nicaragua  | 2013-2014 |
| Club de Fútbol UCR  | Costa Rica | 2014-2015 |
| Aserrí F.C          | Costa Rica | 2015      |
| C.D Walter Ferretti | Nicaragua  | 2016-2017 |
| Aserrí F.C          | Costa Rica | 2017-2018 |